# Cordylus aridus
Cordylus aridus är en ödleart som beskrevs av  Victor Mouton och VAN WYK 1994. Cordylus aridus ingår i släktet Cordylus och familjen gördelsvansar. IUCN kategoriserar arten globalt som starkt hotad. Inga underarter finns listade i Catalogue of Life.